# DAW Books
DAW Books is een Amerikaanse uitgeverij die uitsluitend sciencefiction- en fantasy-boeken uitgeeft. Het brengt boeken uit van bekende schrijvers als C.J. Cherryh en Mercedes Lackey.

## Geschiedenis
De uitgeverij is in 1971 gestart door Donald A. Wollheim en zijn echtgenote (beide ooit lid van de "Futurians"). Wollheim was toen een ervaren redacteur van paperbacks die al twintig jaar gewerkt had bij Ace Books en daar al baanbrekend werk verricht had. Zijn bekendste actie zal zijn de uitgave van The Lord of the Rings in paperback (in drie delen), hoewel J.R.R. Tolkien toestemming geweigerd had (gebruik makend van een toenmalige leemte in het copyright). Dit was niet alleen de eerste keer dat een fantasy boek op de Amerikaanse markt in paperback werd uitgebracht, maar zette The Lord of the Rings in Amerika op de kaart, waar het een groot commercieel succes werd (maar wel voor de concurrent, die wel toestemming kreeg, voor een herschreven versie). 
Na de dood van de oprichter raakte Ace Books in de financiële problemen, zodat Wollheim voor zichzelf begon, in het begin geholpen door Terry Carr (die later weer terug ging naar Ace). Daarbij nam Wollheim uit zijn stal van Ace een aantal toen al bekende schrijvers mee naar DAW zoals A.E. van Vogt, Andre Norton, Gordon R. Dickson, Jack Vance, John Brunner, Marion Zimmer Bradley, en Philip K. Dick.
Het eerste DAW-boek werd uitgebracht in 1972.

## Verschijningsvorm
Tot 1984 hadden alle DAW boeken een gele rug, en een geel venster op de voorkant met het DAW-logo en (meestal) een apart DAW-nummer; later werd dit hernoemd tot een "DAW Book Collectors No." in het colophon. 

## Heden
Na de dood van Wollheim, in 1990, werd de uitgeverij voortgezet door zijn dochter Betsy, met Sheila Gilbert. 
In juli 2022 werd DAW overgenomen door Astra Publishing. Distributie is in handen van Penguin Books.